# チャンドラセカール数
チャンドラセカール数（チャンドラセカールすう）とは、流体力学で用いられる無次元量の一種。以下の公式で求められる。
{\displaystyle Q={\frac {B^{2}d^{2}}{\rho \nu \eta }}}
ここで、{\displaystyle Q}はチャンドラセカール数、{\displaystyle B}は磁束密度、{\displaystyle d}は容器の深さ、{\displaystyle \rho }は流体の密度、{\displaystyle \nu }は粘性係数、{\displaystyle \eta }は磁気拡散率を表す。磁場の熱対流による影響を評価するのに使われる。